# 16P/Брукса
Комета Брукса 2 (16P/Brooks) — короткопериодическая комета из семейства Юпитера, которая была открыта 7 июля 1889 года американским астрономом Уильямом Бруксом в юго-восточной части неба в созвездии Водолея. Она была описана как слабый диффузный объект с комой в 1 угловую минуту и хвостом длиной 10 угловых минут. Комета обладает довольно коротким периодом обращения вокруг Солнца — чуть более 6,1 года.
- Орбита кометы Брукса 2 и её положение в Солнечной системе

## История наблюдений
С момента открытия, по мере приближения кометы к Земле и Солнцу, яркость кометы неуклонно росла, позволяя изучить комету более подробно. Так в первых числах августа американский астроном Э. Барнард стал свидетелем частичного разрушения ядра кометы: в ночь с 1 на 2 августа им были обнаружены фрагменты B и C, отстоящие от основного тела на 1 и 4,5 угловых минуты соответственно, а в ночь с 3 на 4 августа ещё два небольших фрагмента, получивших обозначения D и E. И если фрагмент Е исчез уже на следующую ночь, то фрагмент D оставался видимым ещё на протяжении недели. К середине августа фрагмент B начал активно испаряться и к 5 сентября исчез из поля зрения земных телескопов окончательно, в то время как фрагмент С оставался доступным для наблюдения ещё довольно долго, вплоть до 26 ноября. Основной компонент кометы наблюдался до 13 января 1891 года.
Причиной распада ядра считается чрезвычайно тесное сближение с Юпитером 1881 года, когда комета прошла всего в 0,001 а. е. (150 000 км) от планеты, фактически на протяжении двух дней находясь внутри орбиты спутника Ио. Гравитационное воздействие со стороны Юпитера породило большое количество трещин на поверхности ядра, что увеличило площадь для взаимодействия с солнечным излучением, а активное выделение газов довершило разрушение ядра. Распад кометы вполне закономерно сопровождался дополнительным увеличением яркости, которая в тот год достигла максимального значения за всю историю наблюдений в 8,0 m. В XX веке, хотя после сближения с Юпитером в 1921 году перигелий кометы сдвинулся ближе к Солнцу, её блеск никогда не превышал 10,5 m. В последующие годы комета стабильно оказывалась на две звёздные величины слабее, при этом новых фрагментов больше не наблюдалось.
В дальнейшем комета наблюдалась регулярно, за исключением 1918 и 1967 годов, когда условия были неблагоприятны, но никаких примечательных особенностей в поведении кометы зафиксировано не было.

## Работа А. Д. Дубяго
В 1918 году комету 16P/Брукса наблюдать не удалось, однако, благодаря вычислениям А. Д. Дубяго, в 1925 году на Симеизской обсерватории она была обнаружена Г. А. Шайном. А. Д. Дубяго, в дальнейшем, выполнил огромную работу по предвычислению всех появлений кометы.
Исследование орбиты кометы Брукса впервые начал Юлиус Баушингер, но работа его осталась незаконченной. В 1928 году Дубяго обратился к Баушингеру с просьбой сообщить ему некоторые неопубликованные материалы, относящиеся к комете Брукса. Баушингер в письме от 17 ноября 1928 года сообщил, что он ещё в 1911 году заподозрил у кометы Брукса вековое ускорение, и выразил надежду, что начатая им работа будет доведена до конца. Однако Дубяго, взявшись за изучение движения кометы Брукса, поставил более глубокую задачу — не только установить вековое ускорение, но и выяснить причины, его вызывающие.
Изучением движения кометы Брукса во время трёх её первых появлений и при сближении с Юпитером в 1886 году занимался Чарлз Пур, но в его вычислениях были ошибки, исказившие картину движения кометы. А. Д. Дубяго выполнил заново эту огромную работу и прежде всего подверг тщательной ревизии все наблюдения кометы во время её появлений в 1889—1891, 1896—1897 и 1903—1904 годах, а также единственное наблюдение в 1910 году, которому он придавал большое значение. Обычно из всей совокупности наблюдений образуют так называемые «нормальные места», приписывая каждому определённый вес. Дубяго показал, что все нормальные места следует считать равновесными, так как отклонения нормальных мест в теории не являются результатом случайных ошибок, а вызваны в значительной мере недостатками самой теории. Отсюда Дубяго заключил, что ранее высказанное предположение о равномерном ускорении движения кометы со временем не объясняет всех особенности движения. Считая, что на комету действует некоторая сила, пока ещё не известная, он утверждал, что эта сила меняет любой элемент орбиты, так же как возмущения от больших планет изменяют все элементы эллиптического движения. Так, построенная А. Д. Дубяго теория представила наблюдения кометы Брукса при четырёх её появлениях достаточно точно, со средней квадратичной ошибкой одного нормального места ±1". Эта точность выше той, которая была в своё время получена для комет Энке и Вольфа (+ 4").
Для представления движения кометы Брукса до её открытия в 1889 году А. Д. Дубяго заново предпринял вычисление возмущений назад, к 1883 году, когда комета попала в сферу действия Юпитера. Начиная с этого момента движение кометы рассматривалось как происходящее под действием только Солнца и Юпитера. Так как комета находилась вблизи Юпитера, то переход к йовицентрическим координатам почти целиком исключал влияние других планет. Александр Дмитриевич считал, что, так как причины векового ускорения движения и вообще вековых изменений элементов неизвестны, то нельзя переносить эмпирически найденные поправки в гелиоцентрическом движении на йовицентрическое движение и, следовательно, при изучении этого движения ими следовало пока просто пренебречь, тем более, что комета недолго оставалась в сфере действия Юпитера. Около эпохи, близкой к периовию, когда расстояние кометы от центра Юпитера составляло только 2,018 экваториальных радиуса Юпитера, возникла необходимость учёта возмущений, происходящих от сжатия Юпитера. Далее Дубяго, снова перейдя к гелиоцентрическим элементам, изучал эволюцию орбиты кометы Брукса под воздействием Юпитера за то время, пока оно оставалось чувствительным. В результате было установлено, что период обращения который в 1889 году был около семи лет, до сближения кометы с Юпитером имел значение, приблизительно равное 31 году. Влияние Юпитера изменило характер орбиты так, что прежний перигелий стал афелием орбиты, а в новом перигелии она значительно приблизилась к орбите Земли. Можно утверждать, что по объёму вычислительных работ, выполненных одним исследователем, А. Д. Дубяго занимает одно из первых мест — им исследовано движение кометы Брукса сначала за 63 года, с 1883 по 1946, а затем ещё за 35 лет, с 1925 по 1960 год. А. Д. Дубяго доказал, что в движении короткопериодических комет уклонения от гравитационной теории являются не исключением, а правилом. Соглашаясь со мнением высказанным Бесселем ещё в 1836 году, но потом забытым, что выброс кометой вещества вблизи Солнца вызывает реакцию на ядро кометы, Александр Дмитриевич показал, что при этом происходит изменение всех элементов орбиты ядра. Он произвёл и примерную оценку потери массы ядрами комет. Оказалось, что за несколько десятков лет теряется 2 % от общей массы ядра. Так как весь запас газов, десорбируемых ядром, составляет меньшую долю общей массы кометы, то Дубяго сделал вывод, что из кометы выбрасываются не только газы, но и твёрдые частицы. Позже Ф. Уиппл объяснил это явление на основе рассмотрения ядра кометы, как конгломерата льдов и твёрдых частиц.
Придя к такому выводу, А. Д. Дубяго поставил вопрос о структуре кометных ядер. Придерживаясь точки зрении, что комета представляет собой рой частиц, компактно связанных в небольшом пространстве силой взаимного притяжения, он искал условия, при которых подобный рой может быть устойчивым, и доказал, что длительно существовать могут только разреженные рои из крупных частиц, между которыми почти не происходят соударения. Если в рое происходят частые неупругие соударения частиц, то уменьшение кинетической энергии этих частиц приведёт к уплотнению роя, при этом скорость уплотнения будет быстро возрастать с уменьшением радиуса роя.
Комета Брукса была замечательна ещё тем, что в год открытия она имела четырёх «спутников», которые наблюдались в течение нескольких месяцев. Считая, что особенности движения комет тесно связаны с их структурой и эволюцией, А. Д. Дубяго исследовал возможность распада комет под внешним гравитационным воздействием. Им рассматривалась модель кометы, построенная по аналогии с шаровыми звёздными скоплениями, для которых имеются достаточные данные о распределении звёзд внутри скопления. Он показал, что в рое частиц, движущихся вокруг некоторого центра, например Юпитера, существуют особые точки, аналогичные точкам либрации в лагранжевой задаче трёх тел. Около этих точек, названных им псевдолибрационными, и происходит быстрое образование сгущений, причём псевдолибрационные точки приближаются к центру кометы по мере сближения самой кометы с возмущающей массой, и конденсация частиц вблизи этих точек будет тем чище, чем быстрее будет двигаться комета вблизи центрального тела. Когда в 1886 году комета Брукса вблизи своего периовия описала за два часа огромную дугу, псевдолибрационные точки благодаря чрезвычайной близости кометы к Юпитеру были вблизи центра кометы. На основе выведенного Александром Дмитриевичем соотношения между плотностью сгущений, расстояниями псевдолибрационных точек от центра и дугой, пройденной кометой, становятся понятным, как комета могла быть разорвана на части. Рассмотрение случая медленного распада комет, когда предполагается, что в рое имеются частицы, достаточно далеко улетающие от центра кометы и навсегда теряющие связь с ней, позволило Александру Дмитриевичу сделать приближенную оценку периода распада короткопериодических комет. Продукты распада комет, составляя некоторую массу, конечно, будут вызывать возмущения в движении комет. По гипотезе Шарлье вековое ускорение и замедление движения комет является следствием притяжения метеорных масс, сопровождающих комету. Дубяго на примере кометы Брукса, применяя оригинальную методику, подсчитал, что метеорная масса, вызывающая вековые возмущения у кометы, должна быть больше массы самой кометы, и это сделало гипотезу Шарлье мало обоснованной.